# Cripta di Santa Marina
La cripta di Santa Marina è una chiesa rupestre ubicata a Miggiano.

## Storia e descrizione
La cripta venne edificata tra il X e l'XI secolo dai monaci basiliani; successivamente svolse probabilmente la funzione di cappella funeraria. Legata alla cripta diverse tradizioni popolari: si narra che le donne del luogo scendessero alla cripta, affinché la santa intercedesse per loro, e si inginocchiassero per sette volte, un inchino in corrispondenza dei quattro angoli e tre inchini al centro, assumendo una posizione ad arco, a voler ricordare l'arcobaleno. Altra tradizione vuole che i fidanzati scendessero alla cripta con ai polsi legati sette nastrini colorati per rinsaldare il loro amore.
La cripta si trova al di sotto dell'omonima chiesa, nei pressi del cimitero, poco fuori dal centro di Miggiano. L'accesso era dato da una scala scolpita nella roccia, successivamente rifatta e rivestita di marmo. Superato l'ingresso si accede ad un ambiente di forma quadrata: sulla sinistra è posto l'accesso per un vano a forma trapezoidale, mentre sulla destra un altro vano, dalla forma semicircolare, che per anni ha svolto la funzione di ossario del vicino cimitero, come testimoniato da una piccola lapide sulla quale è scolpita il simbolo della morte. Il pavimento, originariamente sterrato, a seguito di lavori di restauro è stato sostituito da uno strato cementizio, mentre il soffitto è leggermente arcuato: in tutti gli ambienti si riconoscono diverse nicchie e presentano sedili lungo il perimetro. Nella sala d'ingresso si trova, in una nicchia, l'affresco di Santa Marina: questo è stato realizzato nel XV secolo e la santa si presenta nella classica iconografia con palma e martello tra le mani ed è affiancata da un drago e un angelo orante; alla base dell'affresco, prima dei lavori di restauro, si leggeva la scritta "Terrae Migiani". Nell'ambiente di sinistra sono presenti altri affreschi: la Dormitio Virginis risalente all'XI secolo e, rovinato in più parti, raffigura la Vergine distesa, circondata da sei apostoli che celebrano il suo funerale e Cristo, il quale reca tra le braccia una bambina in fasce, simbolo dell'anima della madre. Seguono gli affreschi di San Nicola, del XIV secolo e con il santo abbigliato con tipico costume episcopale bizantino, di Santa Caterina, posto in un arco arche poggia su due colonne con capitelli, risalente al XVI secolo e caratterizzato dall'iscrizione esegetica "KAT.", dell'Arcangelo Michele, ritraente probabilmente l'angelo del giudizio citato nell'Apocalisse di Giovanni, di un Santo anonimo, ossia un giovane dai lineamenti gentili, vestito con tunica e mantello e con una scritta esegetica illeggibile, e Committenti, posti al di sotto dell'affresco dell'arcangelo, in posizione orante, e che ritraggono i committenti della pittura della Dormitio Virginis. Nell'ambiente absidato sono inoltre conservati una base di una colonna e di un altare, di dubbia interpretazione e risalenti probabilmente alla frequentazione bizantina della cripta.